# Nico Kuypers
Nico Kuypers (né le 16 mai 1974 à Dixmude) est un coureur cycliste belge.
En 2009, il remporte le championnat de Belgique sur route élites sans contrat en battant Jan Kuyckx au sprint.
Après avoir mis une première fois un terme à sa carrière en août 2010, il revient dans l'équipe Soenens-Construkt Glas en 2012,.

## Palmarès
- 2001
  - 2e de Gand-Staden
  - 2e du Tour du Brabant flamand
- 2003
  - Circuit du Westhoek
  - 3e du Grand Prix de la ville de Geluwe
  - 5e du championnat du monde du contre-la-montre militaires
- 2004
  - Circuit du Westhoek
  - 2e du championnat de Belgique sur route élites sans contrat
- 2005
  - Circuit du Westhoek
  - Deux jours du Gaverstreek
  - 2e du Tour de la province de Namur
- 2006
  - 5e étape du Tour de la province de Namur
  - Grand Prix de la ville de Geluwe
  - Zillebeke-Westouter-Zillebeke
  - 2e de À travers le Hageland
- 2007
  - Deux jours du Gaverstreek
  - Gand-Staden
  - Grand Prix Etienne De Wilde
  - 2e de À travers le Hageland
  - 2e du Mémorial Danny Jonckheere
  - 2e du Circuit de la région frontalière
- 2008
  - 2e de la Gullegem Koerse
  - 3e du championnat de Belgique du contre-la-montre élites sans contrat
- 2009
  -  Champion de Belgique sur route élites sans contrat
  - Gand-Staden
  - Champion de Flandre occidentale du contre-la-montre
  - Grand Prix Criquielion
  - Championnat du Pays de Waes
  - 2e du Tour de la Manche
  - 2e du Mémorial Danny Jonckheere
  - 3e des Deux jours du Gaverstreek
  - 3e du championnat de Belgique du contre-la-montre élites sans contrat
- 2010
  - Champion de Flandre occidentale du contre-la-montre
  - 3e du Tour de la Manche